# Haugating
O Haugating era uma ting da Noruega medieval, representando o município de Vestfold. Ele serviu como uma ting para a proclamação dos reis nas regiões ao redor de Vestfold, mas não foi tão reconhecido nacionalmente como o Øreting em Nidaros. O Haugating tinha assento em Haugar em Tønsberg.